# Louis Massignon
Louis Massignon (Nogent-sur-Marne, 25 luglio 1883 – Parigi, 31 ottobre 1962) è stato un orientalista, teologo e presbitero francese.
Il "cattolico musulmano" - come volle definirlo papa Pio XI - è stato uno studioso della mistica islamica nel X secolo e della storia di Baghdad in quello stesso periodo. Notevoli i suoi contributi alla riflessione teologica cattolica, che hanno potuto influenzare la stessa Nostra Aetate, documento del Concilio Vaticano II, e alcuni dei temi suscitati da tale concilio.

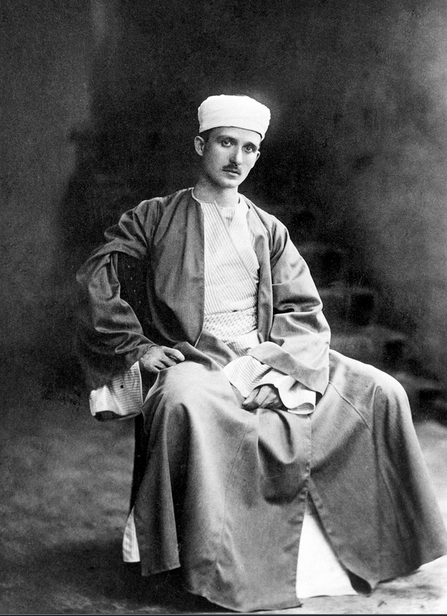
Louis Massignon nel 1909, studente all'università Al-Azhar

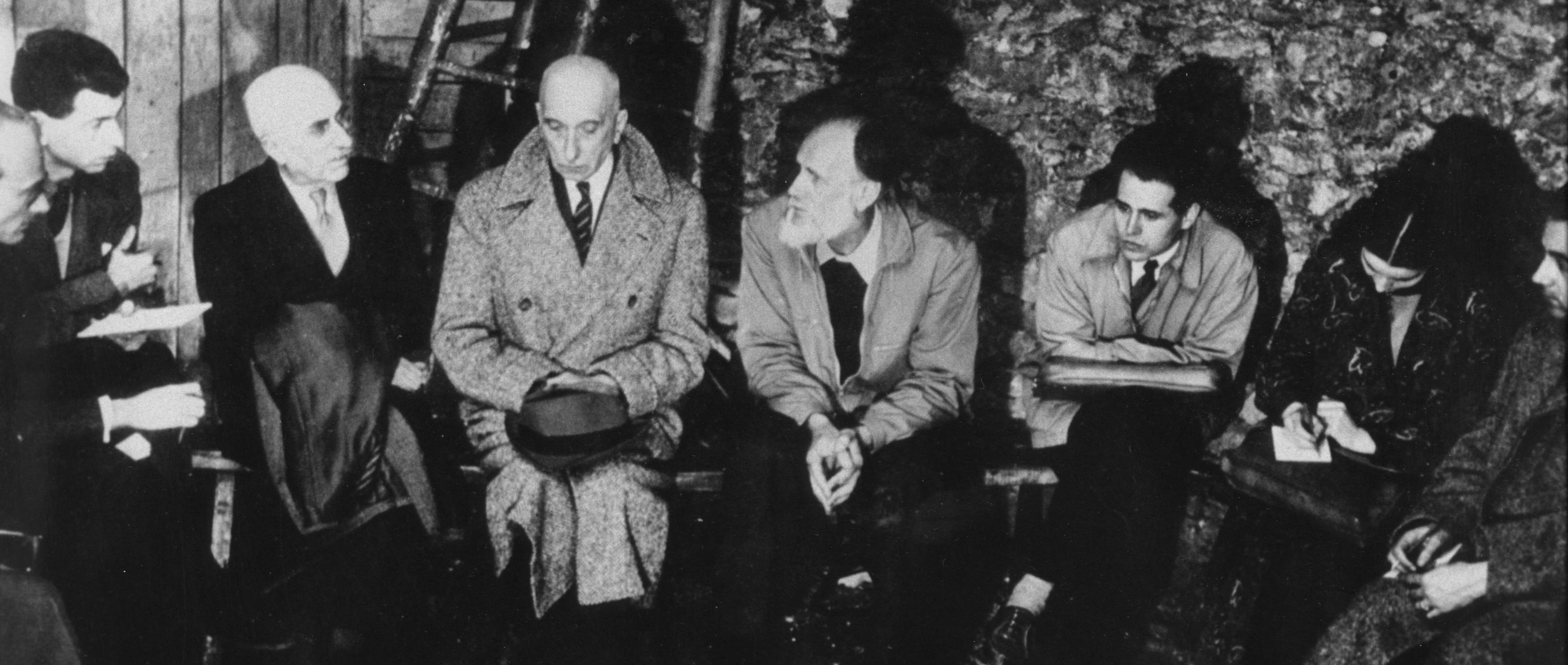
Sciopero della fame durante la guerra di Algeria, Parigi, 1957 (Louis Massignon con Lanza del Vasto e altri pacifisti)

## Biografia
Si sposa nel 1914 e nella prima guerra mondiale ricopre dal 1917 al 1919, nell'Esercito stanziato in Oriente (Armée d'Orient), l'incarico di ufficiale aggiunto presso l'Alto Commissariato di Francia in Palestina e in Siria.

Il 15 giugno 1919 diventa professore supplente di Sociologia musulmana al Collège de France ed entra in ruolo dal gennaio 1926 fino al 1954, dopo il pensionamento dell'istitutore di quella cattedra, Alfred le Chatelier.
Diventa direttore della Revue du monde musulman, ricca di dati statistici relativi al nascente mondo arabo-islamico, dopo la disfatta dell'Impero ottomano. Negli anni trenta fonda la Revue des études islamiques.
Diventa nel 1933 direttore della École pratique des hautes études e socio dell'Accademia araba del Cairo (partecipando regolarmente alle sue riunioni fino al 1960). Fonda nel 1934 la peculiare confraternita della Badaliya a Damietta. Nel 1947 è presidente dell'Institut d'études iraniennes.
La sua ricerca si concentra in modo speciale sul lessico mistico dell'Islam: fu autore di una celebre opera sul mistico sufi Manṣūr al-Ḥallāj (in persiano منصور حلاج‎), crocifisso nel 922 dalle autorità abbasidi con modalità assai simili a quelle di Gesù, tanto da creare un inusitato accostamento fra il pensiero del taṣawwuf (o irfān) islamico e il Cristianesimo.
Diede anche un rilevante contributo allo studio di miti che si radicano nella comune matrice abramitica dei tre monoteismi e fu il suo magistero a condizionare la "conversione" alla mistica musulmana di Henry Corbin, autore di un'opera dedicata alla filosofia islamica e grande conoscitore dell'Islam sciita persiano.
Fra i suoi allievi si ricordano il già citato Henry Corbin, filosofo e grande specialista del grande mistico sciita Sohravardi (Shaykh al-Ishrāq), ma anche ʿAbd al-Raḥmān Badawī, pensatore e filosofo islamico egiziano, ʿAbd al-Ḥalīm Maḥmūd, sceicco dell'Università di al-Azhar,  Germaine Tillion, antropologa del Maghreb, e negli Stati Uniti George Makdisi, Herbert Mason e James Kritzeck.

### Date chiave nella sua vita
- 1901: primo viaggio ad Algeri.
- 1902: diploma in materie letterarie; preparazione al diploma di studi superiori con un elaborato dedicato alla "Tabella geografica del Marocco nei primi 15 anni del XVI secolo, secondo Leone l'Africano".
- 1904: viaggio in Marocco per il suo lavoro di ricerca (Massignon diceva di aver compiuto un periplo a cavallo del Marocco fino a Fez).
- 1906: diploma di arabo classico e arabo dialettale. Inizio del suo soggiorno al Cairo, dove fu designato componente provvisorio dell'Institut d'archéologie orientale dal grande egittologo Gaston Maspero. Questa data fu anche quella della sua prima scoperta del grande sufi al-Manṣūr al-Ḥallāj e dell'opera di Farīd al-Dīn al-ʿAṭṭār.
- 1907: scelta di dedicare la sua tesi di dottorato ad al-Ḥallāj.
- 1907-1908: incarico da parte del generale Beylié di una missione archeologica in Mesopotamia. Dal suo arrivo a Baghdad, si installò in un vecchio quartiere musulmano della città e in breve tempo si immerse nella cultura locale e ne studiò con passione costumi e specificità, consapevole che quel soggiorno sarebbe stato decisivo per la sua tesi su al-Ḥallāj. Studiò anche la lingua turca.
- 1950: ordinazione presbiterale, in rito greco-melkita, nella chiesa di Sainte Marie de la Paix del Cairo, consacrante Pierre Kamel Medawar, ausiliare del patriarca Massimo IV Saigh.
- 1954: a Vieux-Marché, nelle Côtes-d'Armor, ideazione del pellegrinaggio dedicato ai Sette dormienti di Efeso.

È sepolto nel comune di Pordic (Côtes-d'Armor).

## L'opera
Alla morte, il 31 ottobre 1962, Louis Aragon scrisse: «Uno degli uomini che danno significato alla Francia è da poco scomparso».
La riflessione di Massignon sul percorso di vita eccezionale di Manṣūr al-Ḥallāj l'ha condotto a riflettere sugli archetipi comuni fra Islam e Cristianesimo, fra cui:
1/ Abramo il modello per eccellenza di tutti i credenti monoteisti.
2/ Fāṭima la figlia del profeta Muḥammad, la cui figura femminile gli appare essere il reciproco di quella di Maria nel Cattolicesimo.
3/ I Sette dormienti di Efeso (o Ahl al-kahf), da cui il nome della sūra al-Kahf nel Corano.
4/ Salmān al-Fārisī (o Salmān Pāk), un cristiano convertito all'Islam e Compagno persiano del profeta dell'Islam.
e ad approfondire i due concetti-chiave che appaiono in filigrana in tutta la sua opera: "l'ospitalità sacra" e "l'intercessione" (o sostituzione mistica).
L'opera di Massignon non è esente da critiche, talvolta aspre. Così Edward Said considera la figura di al-Ḥallāj come "non pertinente", marginale, non rappresentativa dell'Islam. Lo stesso Edward Said nota che la grande contiguità di Massignon con lo spirito dell'Islam ha potuto falsare in lui una visione serena del Cattolicesimo.

## Opere di Massignon in francese
- Les Trois prières d'Abraham, père de tous les croyants, Parigi, Éditions du Seuil, 1949 (nuova edizione: Parigi, Éditions du Cerf, 1997).
- La Passion de Al-Hallâj, Paris, Gallimard, 1975, 4 vol. (trad. inglese di Herbert Masson, The Passion of Hallâj, Princeton, 1982).
- Al-Hallaj, Recueil d'oraisons et d'exhortations du martyr mystique de l'Islam, Parigi, J. Vrin, collection "Etudes musulmanes", 1975. Edizione bilingue.
- Parole donnée, Parigi, Julliard, 1962 (ed. ital. Roma, Adelphi).
- Essai sur les origines du lexique technique de la mystique musulmane, 1922, riedizione J. Vrin, Parigi, 1954.
- L'hospitalité sacrée, nouvelle cité: Parigi, 1987 (prefazione di René Voillaume / testi inediti presentati da Jacques Keryell).
- Opera Minora, Textes recueillis, classés et présentés avec une bibliographie par Y. Moubarac, Paris, Presses Universitaires de France, 1969

Una bibliografia completa si trova in: Youakim Moubarac, "L'œuvre de Louis Massignon", Pentalogie islamo-chrétienne, Beyrouth, 1972, t. 1.

## Traduzioni italiane
- La suprema guerra santa dell'islam, a cura di Domenico Canciani, calligrammi di Hassan Massoudy, Troina, Città aperta, 2003
- L'ospitalità di Abramo: all'origine di ebraismo, cristianesimo e islam, a cura e con un saggio di Domenico Canciani, Milano, Medusa, 2002
- Parola data, introduzione di Vincent-Mansour Monteil, a cura di Claudia Maria Tresso, Milano, Adelphi, 1995
- Il soffio dell'Islam. La mistica araba e la letteratura occidentale, introduzione e cura di Andrea Celli, Milano, Medusa, 2008
- Rifugiati europei e migrazioni internazionali, prefazione di Salah Stétié, postfazione di Geraldina Colotti, a cura di Riccardo Corsi, Roma, Edizioni degli animali, 2017

## Studi su Massignon
- Louis Massignon et ses contemporains, sotto la direzione di Jacques Keryell, Khartala, 1997.
- Christian Destremau, Jean Moncelon, Massignon, Parigi, Plon, 1994, bibliogr. (ISBN 2-259-00400-8) (la biografia di riferimento su Louis Massignon).
- Jacques Keryell, Jardin donné, Louis Massignon à la recherche de l'Absolu, Parigi, éd. Saint-Paul, 1993.
- Pierre Rocalve, Louis Massignon et l'Islam, Damasco, Institut Français de Damas, 1993.
- Herbert Mason, Massignon - Chronique d'une amitié, Parigi, Desclée de Brouwer, 1990.
- Vincent Mansûr Monteil, Le Linceul de feu,  Vegapress, 1987. (una testimonianza unica sulla vita e l'opera di Louis Massignon)
- AA.VV., Présence de Louis Massignon, Parigi, Maisonneuve et Larose, 1987, bibliografia.
- Combats pour l'Homme, Centenaire de la naissance de Louis Massignon, Parigi, UNESCO, 1983.
- Guy Harpigny, Islam et Christianisme selon Louis Massignon, Louvain-la-Neuve, 1981 (la prima tesi dedicata a Louis Massignon)
- Massignon, Cahiers de l'Herne, 1970.
- Camille Devret, Massignon et Gandhi, Parigi, Le Cerf, 1967.
- Jean Morillon, Massignon, Classiques du XXe siècle, 1964. (prima biografia di Louis Massignon)
- Mémorial Louis Massignon, Le Caire, Dar el-Salam, 1963 (fuori commercio). Sotto la direzione di Youakim Moubarac. Testi arabi di Ibrahim Madkour, ʿAbd al-Raḥmān Badawī, Ṭāhā Ḥusayn, ecc.
- Hommage à Louis Massignon, Revue de la Faculté des Lettres de Téhéran, X, 1962.
- J.J. Waardenburg, L'islam dans le miroir de l'Occident, L'Aia, Mouton, 1962.
- Hommage à Louis Massignon, Les Lettres Françaises, 15 novembre 1962. (con un editoriale di Louis Aragon)